# Mihaela Ciobanu
Mihaela Ciobanu (Bucareste, 30 de janeiro de 1973) é uma handebolista profissional espanhola, nascida na Romênia, medalhista olímpica, atua como goleira.
Fez parte do elenco medalhista de bronze, em Londres 2012, com sete atuações e 17 gols salvos. Na decisão do bronze, defendeu quatro tiros de sete metros, contra a Coreia do Sul.